# إدوارد ناثانيال بانكروفت
إدوارد ناثانيال بانكروفت (1772-1842) (بالإنجليزية: Edward Nathaniel Bancroft) هو عالم نبات بريطاني.